# Aublysodon
Aublysodon ("dente que flui para trás") é um gênero de dinossauro carnívoro conhecido apenas da Formação Judith River em Montana, que foi datado do final do estágio Campaniano do final do período Cretáceo (cerca de 75 milhões de anos atrás) espécie reconhecida, Aublysodon mirandus, foi nomeada pelo paleontólogo Joseph Leidy em 1868. Agora é considerada duvidosa, porque o espécime-tipo consiste apenas em um dente pré-maxilar (frontal) isolado. Embora este espécime esteja perdido, dentes semelhantes foram encontrados em muitos Estados dos EUA, oeste do Canadá e Ásia. Esses dentes quase certamente pertencem a tiranossaurídeos juvenis, mas a maioria não foi identificada em nível de espécie. No entanto, é provável que o tipo de dente (e, portanto, o próprio nome Aublysodon mirandus) pertence a uma das espécies do gênero Daspletosaurus, que esteve presente em formações contemporâneas, e que coincide com detalhes específicos do dente original. As sinapomorfias alegadas para distinguir os Aublysodontinae, especialmente a falta de serrilhas nos dentes pré-maxilares, podem ter sido causadas por desgaste dentário em vida, abrasão pós-morte ou digestão. A maioria dos outros dentes desta suposta subfamília pode ser de estágios ontogenéticos ou morfos sexuais de outros tiranossaurídeos.
Além da espécie-tipo Aublysodon mirandus ao longo dos anos, várias outras espécies foram nomeadas. Estes são agora todos considerados duvidosos ou idênticos a outras espécies ou como não tendo nenhuma ligação próxima com A. mirandus.

## História
Em 1856, Joseph Leidy nomeou quatorze dentes coletados por Ferdinand Vandeveer Hayden em 1854 e 1855 de Judith River Badlands de Montana como a espécie Deinodon horridus. Em 1866, Edward Drinker Cope escolheu três dentes não serrilhados da série original de catorze síntipos como lectótipos de Deinodon horridus.

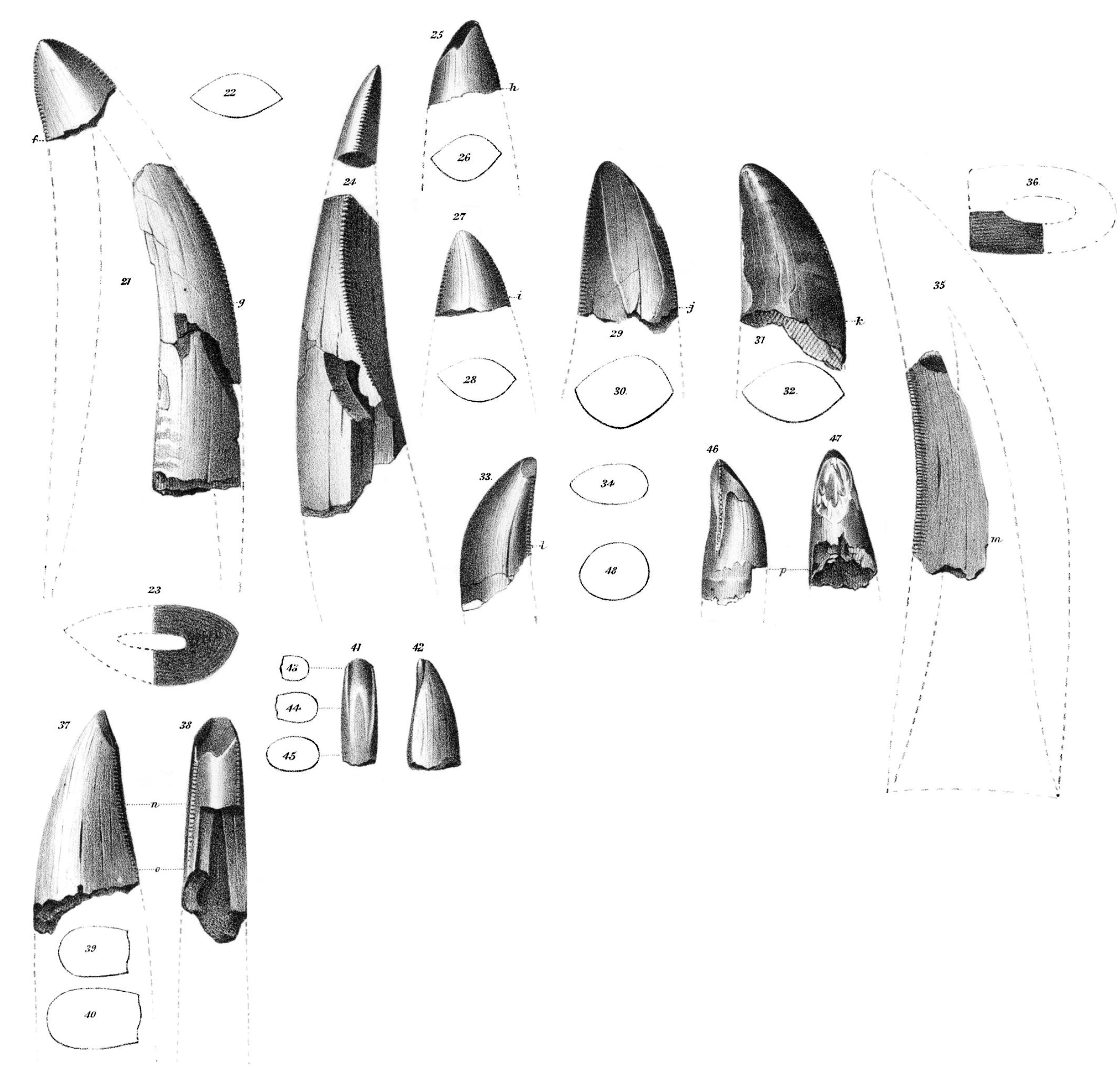
Litografia dos síntipos originais de Deinodon: o pequeno dente mostrado nas figuras 41-45 é ANSP 9535, o último lectótipo de Aublysodon mirandus. As figuras 37-40 mostram o ANSP 9533, e as figuras 33 e 34 espécimes ANSP 9534, os últimos lectótipos de Deinodon horridus

Como o nome Aublysodon mirandus era baseado no mesmo tipo, era a princípio um sinônimo objetivo júnior de Deinodon horridus, cujo último nome tinha prioridade. Cope em 1868 pensou erroneamente que o nome Deinodon estava preocupado com a cobra Dinodon e renomeou Deinodon horridus para Aublysodon horridus. Se Deinodon realmente estivesse preocupado, isso teria feito de Aublysodon um gênero válido. Em 1899, Oliver Perry Hay apontou o erro de Cope; Aublysodon horridus é um sinônimo objetivo júnior de Deinodon horridus, assim como Aublysodon mirandus tinha sido. No entanto, em 1892, Aublysodon tornou-se um gênero independente quando Othniel Charles Marsh limitou ainda mais seu tipo, escolhendo um único pequeno dente pré-maxilar não serrilhado com uma seção transversal em forma de D, espécime ANSP 9535, como o lectótipo de Aublysodon mirandus. Os outros dois dentes, ANSP 9533 e ANSP 9534, permaneceram como lectótipos de Deinodon horridus. Os nomes foram assim separados.